# Menneus wa
Espèce
Menneus wa est une espèce d'araignées aranéomorphes de la famille des Deinopidae.

## Distribution
Cette espèce est endémique du Great Southern en Australie-Occidentale,.

## Description
Le mâle holotype mesure 8,5 mm et la femelle paratype 10,8 mm.

## Étymologie
Son nom d'espèce lui a été donné en référence au lieu de sa découverte, W.A. pour Western Australia, l'Australie-Occidentale.

## Publication originale
- Coddington, Kuntner & Opell, 2012 : Systematics of the spider family Deinopidae with a revision of the genus Menneus. Smithsonian Contributions to Zoology, no 636, p. 61 (texte intégral).